# Diplectrona vairya
Diplectrona vairya är en nattsländeart som beskrevs av Schmid 1959. Diplectrona vairya ingår i släktet Diplectrona och familjen ryssjenattsländor. Inga underarter finns listade i Catalogue of Life.